# Galinha Pintadinha
Galinha Pintadinha é um projeto infantil de uma animação educacional brasileiro, focado em músicas infantojuvenis criado pelos produtores Juliano Prado e Marcos Luporini. A Galinha Pintadinha se tornou um dos maiores sucessos audiovisuais do Brasil de todos os tempos, vendendo mais de 200 mil DVDs.

## História
Em 28 de dezembro de 2006, a dupla decidiu adicionar uma animação infantil no website YouTube para apresentação a alguns produtores de um canal infantil de São Paulo, pois não teriam como comparecer à reunião.
Os executivos não aprovaram o vídeo e a ideia inicial não vingou. Porém seis meses depois, a dupla, que não havia removido o vídeo do website, percebeu que o número de visualizações estava bastante expressivo, cerca de 500 mil.
Em 2008, o projeto seguiu adiante com a criação do DVD Galinha Pintadinha e Sua Turma, que contava com animações em 2D com personagens infantis e canções de domínio público. O áudio incluía cantigas de várias gerações, como "A Barata", "Dez Indiozinhos", "Marcha soldado" e "Escravos de Jó".
Em 2010, já com o apoio da Som Livre a equipe criou o segundo DVD, intitulado Galinha Pintadinha 2. O DVD também incluia cantigas clássicas, como "Atirei o pau no gato", "Alecrim Dourado", "Sapo Cururu" e "Se Essa Rua Fosse Minha". Já no primeiro mês, foram mais de 100 mil cópias vendidas, o que garantiu a premiação com disco de platina duplo.
Até 2015, a marca está na 89º posição mundial nas 150 marcas licenciadas que mais faturam no mundo, aparecendo na Forbes Brasil.
No ranking criado pela ABPD para o mercado brasileiro de música, o segundo DVD do projeto foi o sexto DVD mais vendido em 2010, e o 17º mais vendido de 2011.
Com o sucesso dos DVDs, nos últimos tempos o projeto também se focou na venda de outros produtos como pelúcias, jogos, livros e aplicativos para smartphones.
Além do espetáculo lúdico Galinha Pintadinha Turnê Oficial, o projeto também chegou ao palco dos musicais, com o Galinha Pintadinha: O Musical. O Musical conta com a direção de Ernesto Piccolo, que já foi indicado duas vezes para o prêmio Shell.
Hoje em dia, o clipe que deu início a tudo já foi visto mais de 450 milhões de vezes. O site oficial mostra que o número de visualizações totais no YouTube passa sete bilhões, primeiro canal brasileiro a atingir esta meta. A equipe também divulga que já foram vendidos mais de 450 mil DVDs oficiais, o que resultou no recebimento de dois discos de platina triplo.
O sucesso do projeto fez com que ele recebesse uma paródia sua no programa humorístico da Rede Globo Tá no Ar: a TV na TV em 2015, a Galinha Preta Pintadinha. Em novembro de 2016 foi indicada como uma das finalistas da categoria Infantil Televisão.
Em março de 2018, foi divulgado que o canal da franquia atingiu mais de 100 milhões de visualizações e que existe um projeto de programa de televisão.

## Turnês
Galinha Pintadinha Turnê Oficial foi a sua primeira turnê, em suporte a todos os álbuns lançados, com cerca de 67 concertos apenas no Brasil em 2011 a 2012. Em seu repertório, encontram-se as canções "Cão Amigo", "Alecrim Dourado", "Pintinho Amarelinho", "Marcha Soldado", "Dó Ré Mi Fá", "Lava a Mão" e "O Cravo e a Rosa".